# Caïm Riba
Caïm Riba Pastor (Formentera, 1974) és un músic formenterer.
Caïm va passar la infantesa envoltat d'artistes i bohemis, fet que li fa créixer una inquietud creativa enfocada a la música. L'any 1996, junt amb el seu germà Pauet Riba, va crear el grup de música instrumental Pastora. Quatre anys més tard l'actriu i cantant Dolo Beltrán es va afegir al projecte on va exercir com a lletrista i cantant, encarregant-se en Caïm Riba de la totalitat de les composicions musicals del grup.
En aquests primers anys compondran el hit "Lola", tema amb el que van aconseguir una gran popularitat i que va ser el punt de partida d'una carrera destacada. Amb el grup Pastora, Caïm Riba ha compost temes de ball on l'electrònica i els sintetitzadors han tingut un lloc de privilegi.
El 2014 Caïm Riba va iniciar un projecte paral·lel en solitari, en català i més orgànic, que respon a la seva necessitat d'expressió més intima. El seu primer àlbum va ser A 306 km, amb un títol inspirat de la distància de la Formentera de la seva infantesa i la ciutat de Barcelona on viu. Quatre anys més tard va presentar el seu segon album, Nararai.
El 2021 va presentar el seu tercer àlbum —Llunes de Plutó.

## Família
Caïm Riba és fill del també músic Pau Riba i de Mercè Pastor. És besnet de Carles Riba i Bracons, Clementina Arderiu i Pau Romeva i rebesnet d'Antoni Riba.
És nebot de Carles Riba i Romeva i de Mercè Riba i besnebot d'Oriol Riba. També és nebot valencià de Raül Romeva.

## Discografia (àlbums en solitari)
- A 306 km (2014, Music Creativos)
- Nararai (2018, DiscMedi)
- Llunes de Plutó (2021, RGB Suports)